# Operazione N
Con operazione N l'Impero giapponese designò l'occupazione della Nuova Guinea occidentale, ultima fase della vittoriosa conquista delle Indie orientali olandesi iniziata nel gennaio 1942. Fu organizzata durante il mese di marzo, subito dopo la caduta di Giava, e coinvolse un variegato gruppo navale, per lo più unità leggere, guidato dalla nave portaidrovolanti Chitose e comandato dal contrammiraglio Ruitarō Fujita. Gli sbarchi, compiuti esclusivamente dalla fanteria delle forze speciali da presidio, avvennero tra la fine di marzo e la seconda metà di aprile a cominciare dall'isola di Ceram in senso orario, incontrando molto limitate resistenze da parte degli sparuti e sparpagliati reparti del Koninklijk Nederlandsch-Indisch Leger (KNIL). Soltanto nella zona di Manokwari i giapponesi dovettero gestire la guerriglia condotta dal capitano J.B.H. Willemsz Geeroms.
L'operazione si concluse con il pieno successo nipponico il 21 aprile 1942 e completò la catena di punti d'appoggio e basi per il perimetro difensivo meridionale della Sfera di co-prosperità della Grande Asia orientale, saldando le forze imperiali nel Sud-est asiatico con la piazzaforte di Rabaul, fulcro delle operazioni nipponiche nel teatro di guerra del Pacifico sud-occidentale.

## Contesto strategico
In contemporanea all'attacco di Pearl Harbor l'Impero giapponese dette avvio all'offensiva generale nel Pacifico occidentale e nel Sud-est asiatico che puntava a conquistare le Indie orientali olandesi, ricche di petrolio e altre materie prime vitali per la macchina da guerra nipponica, e ad annientare la presenza coloniale occidentale per creare così una solida "Sfera di co-prosperità della Grande Asia orientale", capace di garantire il necessario afflusso di risorse al Giappone. Tra il dicembre 1941 e il febbraio 1942 la 25ª Armata occupò la Malesia britannica e subito dopo prese Singapore; la 14ª Armata si impadronì delle Filippine e di Manila, relegando nella penisola di Bataan le forze filippino-statunitensi; la 15ª Armata, infine, penetrò in Birmania marciando alla volta della capitale Rangoon. La conquista delle Indie olandesi fu affidata alla 16ª Armata del tenente generale Hitoshi Imamura e a un possente schieramento aeronavale, che abbatté le successive resistenze opposte dall'American-British-Dutch-Australian Command: le operazioni giapponesi culminarono nell'avvolgimento dell'isola di Giava, centro economico-amministrativo delle colonie olandesi, nella distruzione della flotta avversaria e nel doppio sbarco sulle coste occidentali e orientali nella notte tra il 28 febbraio e il 1º marzo. L'isola si arrese il 9 marzo e gli Alleati furono completamente estromessi da quest'area. Tuttavia una porzione delle Indie olandesi non era ancora stata interessata dai combattimenti, vale a dire la Nuova Guinea olandese, parte occidentale dell'omonima isola. Tra l'8 e il 10 marzo, infatti, il Distaccamento dei Mari del sud aveva stabilito una testa di ponte nella propaggine sud-orientale della Nuova Guinea e i comandi giapponesi si rivolsero, dunque, a pianificare il completamento dell'occupazione dei territori olandesi e a saldare il lato meridionale del previsto perimetro difensivo.

## Forze e piani contrapposti

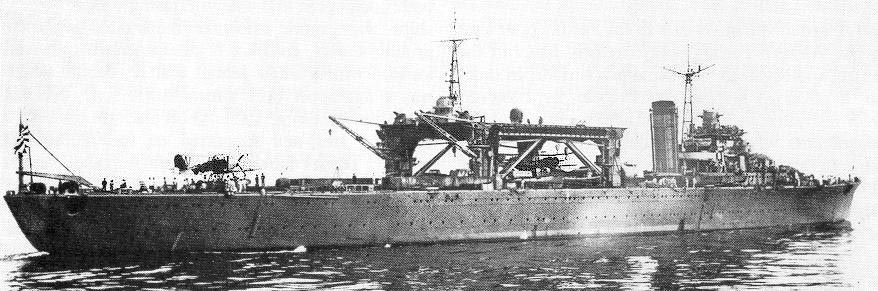
La portaidrovolanti Chitose, dalla quale il contrammiraglio Fujita coordinò gli sbarchi nella Nuova Guinea olandese

Già il 5 marzo 1942 la sezione della Marina nel Gran Quartier generale imperiale aveva inviato all'ammiraglio Isoroku Yamamoto, comandante in capo della Flotta Combinata, la direttiva numero 62 che imponeva la distruzione della residua presenza olandese in Nuova Guinea una volta che Giava fosse stata posta sotto controllo. Il documento precisava che compito ulteriore della forza di spedizione sarebbe stato individuare luoghi adeguati per costruire basi aeree, localizzare ancoraggi ed eventuali campi petroliferi e allacciare i collegamenti con le unità nipponiche già presenti nella metà britannica della Nuova Guinea. Le azioni anfibie sarebbero iniziate a Fakfak (costa occidentale) per proseguire in senso orario sino a Hollandia al centro della costa settentrionale; guarnigioni dovevano essere stabilite a Fakfak e Manokwari; infine fu previsto che la forza di spedizione dovesse controllare anche lo stato delle preziose installazioni petrolifere sull'isola di Ceram. La nuova avanzata fu indicata come operazione "N" e fu affidata all'appena istituita 2ª Flotta di spedizione del sud, una delle tre componenti incaricate di proteggere le conquiste appena effettuate: il comandante, viceammiraglio Ibō Takahashi, affidò il 15 marzo lo svolgimento dell'operazione al contrammiraglio Ruitarō Fujita, a capo dell'11ª Divisione portaidrovolanti. Egli emanò subito ordini per radunare la sua squadra presso l'isola di Ambon e salpò il 22 marzo da Makassar a bordo della sua nave ammiraglia, la portaidrovolanti Chitose. Il 29 marzo, giorno d'inizio dell'operazione N, l'ordine di battaglia giapponese era così articolato:
- Forza principale (contrammiraglio Fujita)
  - portaidrovolanti Chitose (20 idrocaccia)[8]
  - incrociatore leggero Kinu (3ª sezione della 16ª Divisione incrociatori)
- Forza di scorta/supporto
  - Yukikaze, Tokitsukaze (1ª sezione[9] o 2ª sezione[10] della 16ª Divisione cacciatorpediniere)
  - cannoniere Tomozuru, Hatsukari
  - pattugliatori 1-Gō, 2-Gō, 38-Gō, 39-Gō
  - 54ª Divisione cacciasommergibili (Shonan Maru 7-Gō, Shonan Maru 17-Gō, Fukuei Maru 15-Gō)
- Gruppo trasporti
  - 2ª Divisione cannoniere (Manyo Maru, Taiko Maru, Okuyo Maru)[N 1]
  - trasporto Hokuriku Maru e petroliera Seian Maru
  - Forza da sbarco (capitano di vascello S. Shibuya)
    - 4ª Unità di guardia, della grandezza di un battaglione coevo (circa 1 100 effettivi[12])
    - 500 uomini forniti dalla 24ª Forza speciale di presidio, stanziata ad Ambon

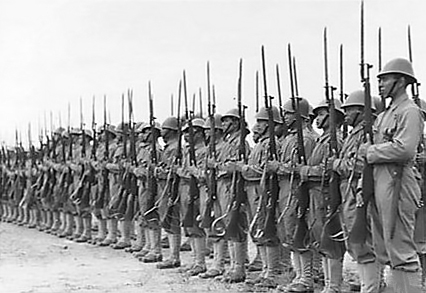
Truppe di un reggimento del KNIL al presentat-arm

Le forze olandesi in Nuova Guinea dipendevano dal recentemente disfatto Koninklijk Nederlandsch-Indisch Leger o KNIL. Erano sparpagliate, suddivise in modesti o minuscoli gruppi e con nessuna possibilità di appoggio reciproco. A Fakfak, che sorge sulla punta occidentale della penisola di Bomberai, era presente un piccolo presidio; l'aeroporto in costruzione a Babo, situato nella profonda insenatura sulla costa centro-occidentale della penisola di Vogelkop, era difeso da 200 uomini e accolse nel dicembre 1941 tre bombardieri Lockheed Hudson; Sorong e Ternate (poco più di un villaggio sull'isola omonima giacente subito a ovest della più grande Halmahera) ospitavano rispettivamente i gruppi aeronavali GVT-2 del sottotenente W.J. Reynierse e GVT-5, ciascuno della forza di tre idrovolanti a scafo Dornier Do 24K: inoltre a Ternate era stanziata una guarnigione di circa 150 uomini. Altrettanti si trovavano a Manokwari sotto il comando del capitano J.B.H. Willemsz Geeroms. Infine drappelli di soldati difendevano Nabire sulla costa meridionale della baia di Cenderawasih, Sarmi e Hollandia. Tutte queste modeste forze non disponevano di veicoli blindati né di artiglierie e, soprattutto, non esisteva un comandante unico. Era presente una sola unità marittima, la piccola portaidrovolanti/pattugliatore Arend a Sorong; essa, comunque, si spostò a Giava in un momento imprecisato dopo la metà del dicembre 1941, fu affondata dall'equipaggio nel marzo 1942 ma, recuperata dai giapponesi, fu incorporata nella Marina imperiale come pattugliatore.

## Svolgimento delle operazioni

### Da Fakfak a Hollandia
Il contrammiraglio Fujita salpò nella notte tra il 29 e il 30 marzo da Ambon con tutte le sue forze. La mattina del 31 marzo la forza d'invasione giapponese sbarcò a Boela sulla costa nord-orientale di Ceram, solo per scoprire che le installazioni petrolifere erano state completamente distrutte e che la guarnigione olandese era stata evacuata. Fujita reimbarcò le truppe e decise di dividere in due distaccamenti la flotta, per velocizzare l'operazione N: il 1º Distaccamento conquistò già il giorno dopo (1º aprile) la località di Fakfak senza combattere, poiché i pochi soldati olandesi si arresero subito. Il giorno successivo il 2º Distaccamento sbarcò a Babo, cogliendo di sorpresa i circa 200 difensori che, sin dalla prima incursione aerea nipponica del 30 dicembre 1941, erano impegnati a costruire difese e a rendere operativo l'aeroporto, ancora non disponibile. Gli olandesi preferirono ritirarsi senza combattere e quasi tutti, nei mesi successivi, riuscirono a fuggire in Australia.

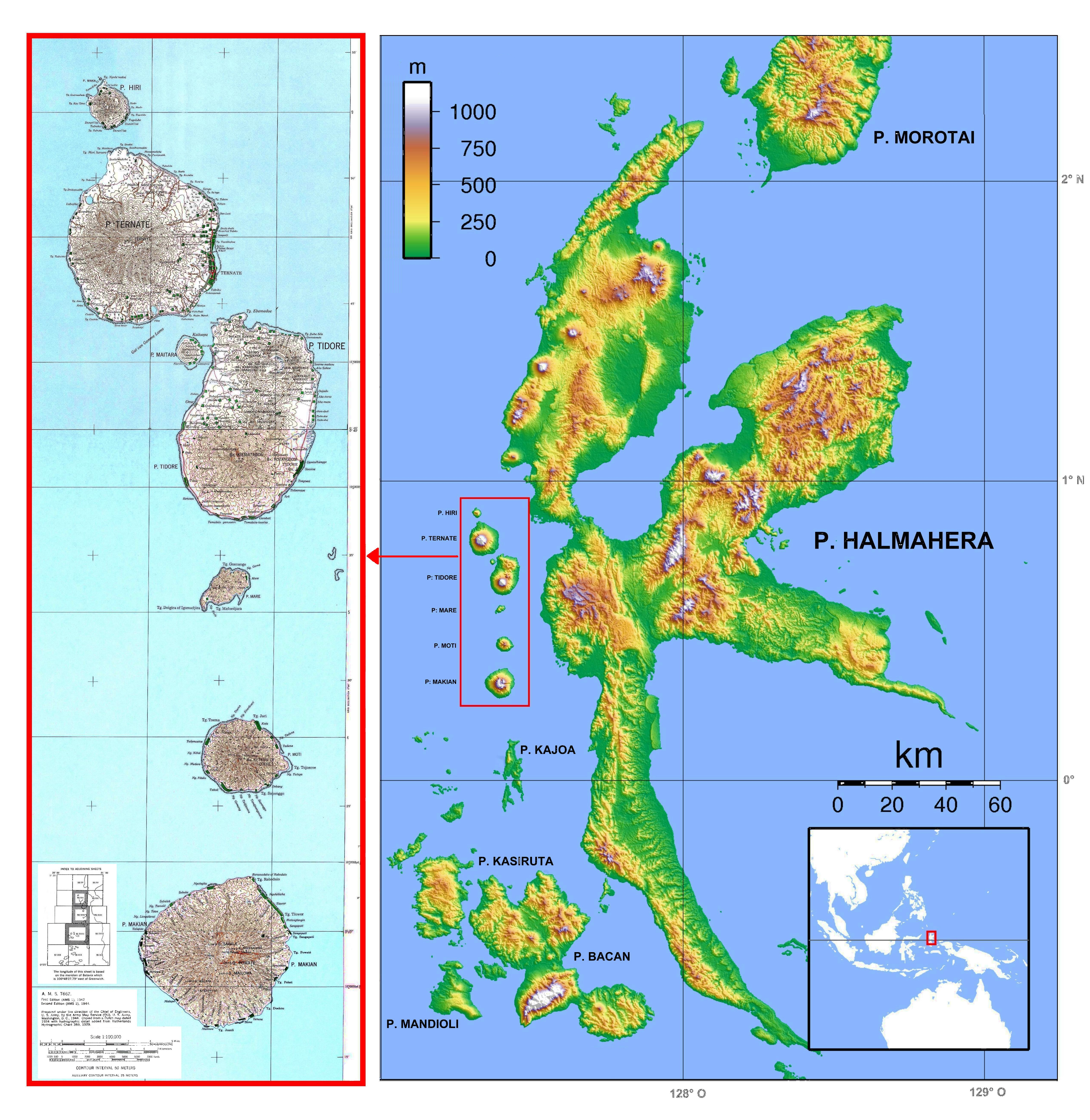
Halmahera (a destra) e Ternate, seconda isola dall'alto (sinistra), obiettivi dell'operazione N

L'obiettivo seguente era Sorong. Da questa remota località gli olandesi avevano procurato alcuni fastidi alle operazioni nipponiche nelle isole Salomone, effettuando due attacchi aerei nel dicembre 1941 a naviglio leggero ed espletando missioni di ricognizione con i tre Do 24 del sottotenente Reynierse; nello stesso mese un solitario idrovolante quadrimotore Kawanishi H6K5 aveva cercato di mettere fuori uso i velivoli olandesi, ma senza successo. Il 4 aprile il 1º Distaccamento cominciò a far prendere terra alle truppe, senza alcuna reazione avversaria: Sorong fu occupata in breve e si sviluppò una breve battaglia, più tardi, contro i pochi difensori che, alla fine, si arresero e caddero prigionieri. La squadra giapponese lasciò alcuni uomini a Sorong e proseguì per Ternate, allo scopo di riunirsi all'altro gruppo. Il 2º Distaccamento, infatti, aveva provveduto a occupare questo sito il 7 aprile; Ternate era stata già bombardata nei primi giorni di guerra nel Pacifico ed era scarsamente difesa: la forza da sbarco nipponica non incontrò che flebili resistenze e poté contare sul tiro navale che convinse gli olandesi a cedere quasi subito le armi (circa 150 furono i prigionieri). Da Ternate alcune delle unità del contrammiraglio Fujita coprirono quindi lo sbarco a Djailolo, ubicato su Halmahera, trovato deserto e punto d'avvio per la presa di possesso nipponica anche di quest'isola. La squadra giapponese si riorganizzò e salpò con rotta per Manokwari, dove ci si attendeva una più netta presenza militare olandese. Al momento dello sbarco (12 aprile) i reparti imperiali non si imbatterono in nessun nemico: il capitano Willemsz Geeroms aveva preferito ripiegare tra le montagne, nella giungla, e Fujita ritenne sufficiente lasciarsi dietro un reparto di 192 uomini, prelevato dalla 4ª Unità di guardia. Geeroms, nel frattempo, aveva allestito basi di fortuna e iniziò una defatigante guerriglia contro i giapponesi con appena sessanta uomini della milizia olandese e diciassette indigeni. Il 18 aprile 1944 fu però catturato, febbricitante, e fucilato il mese successivo; quel che rimaneva della sua unità passò al comando del sergente Mauretz Christiaan Kokkelink che, nell'ottobre 1944, riuscì ad arrivare a Sansapor sulla costa settentrionale della penisola. Egli e gli altri quindici uomini sopravvissuti furono soccorsi dagli statunitensi (che avevano occupato la zona da alcune settimane) e inviati in Australia.
Dopo l'occupazione di Manokwari, Fujita suddivise di nuovo le sue forze in due distaccamenti. Il 2º conquistò il 15 aprile, senza spargimenti di sangue, il trascurabile villaggio di Moemi situato sulla cost nord-orientale della penisola di Vogelkop; poiché non esistevano ancoraggi, aeroporti o giacimenti, pare che i giapponesi abbiano eseguito questa operazione solo per la presenza di piantagioni possedute da imprenditori connazionali; proseguì quindi speditamente alla volta di Nabire (dove Tokyo deteneva una concessione per lo sfruttamento delle foreste) presa il 17 aprile dopo qualche scaramuccia con l'isolato avamposto olandese. Due giorni più tardi cadde anche Sarmi, dove nuovamente l'opposizione del KNIL si manifestò in brevi schermaglie. Nel frattempo il 1º Distaccamento aveva occupato la sguarnita Seroei sull'isola di Yapen (16 aprile) e poi Hollandia – la capitale amministrativa per la colonia – il 19 aprile, dove i reparti nipponici annientarono la piccola guarnigione olandese. A Hollandia e a Sarmi Fujita lasciò piccoli avamposti, quindi radunò le navi e gettò le ancore a Manokwari il 21 aprile: quello stesso giorno l'operazione N fu dichiarata conclusa e, siccome era stata incontrata così scarsa opposizione, la composita squadra fu sciolta e le unità tornarono nei giorni seguenti ad Ambon.

### Azioni accessorie
Prima, durante e dopo l'operazione N l'Impero giapponese tentò di estendere il proprio controllo anche lungo il litorale bagnato dal Mare degli Arafura. All'inizio del 1942 la nave oceanografica Tsukushi aveva esplorato la costa ed eseguito piccoli sbarchi a scopo di ricognizione; il punto più lontano raggiunto fu Capo de Jong, dove trenta uomini stabilirono una base temporanea. Tuttavia quest'area fu ritenuta in ultimo di scarso interesse militare e la Tsukushi sgomberò tutti gli avamposti eccetto uno, quello di Kokonau (ovest di Agats). Al contempo gli australiani, per ordine del generale Douglas MacArthur, cominciarono dal maggio 1942 a inviare rinforzi nell'area di Merauke, villaggio situato oltre l'isola Frederik Hendrik e ultimo formale lembo delle Indie orientali olandesi; a esso si ancorò dunque l'ala occidentale delle forze alleate in Nuova Guinea. Merauke evolse lentamente in una munita, ancorché remota, base: fu dotata di un aeroporto che ospitò tre stormi aerei e, per l'agosto 1943, dispose di un radar oltre che di un forte presidio australiano (reparti della 4ª Divisione fanteria), incaricato di condurre pattugliamenti nell'entroterra e difendere la base da un possibile sbarco giapponese. Le forze nipponiche, dal canto loro, organizzarono oltre venti attacchi aerei nella regione, pur senza riuscire a cogliere qualche successo significativo.
Ci furono anche scontri a terra, il primo dei quali avvenuto nel dicembre 1942: due chiatte Daihatsu con dieci uomini, provenienti da Kokonau, s'imbatterono in una lancia avente a bordo soldati australiani e ci fu una rapida, confusa schermaglia, pare con un morto australiano. Gli australiani, allora, si affrettarono a stabilire un posto di guardia alla foce del fiume Eilanden (circa 24 chilometri a est di Kokonau) per meglio controllare i giapponesi. La sera del 30 gennaio 1944 una flottiglia di otto chiatte nipponiche passò molto vicino al presidio, senza sospettarne l'esistenza; il comandante australiano, tenente Roodokoff, eseguì una riuscita imboscata e dopo pochi minuti di intenso fuoco si ritirò con i suoi uomini nella giungla. I giapponesi, colti alla sprovvista, spararono a casaccio lungo le rive del fiume e poi ripiegarono con decine di morti (sessanta, secondo i rapporti australiani). Dopo questo episodio l'Impero nipponico rinunciò a ogni altra operazione offensiva nel settore, divenuto peraltro del tutto marginale nel contesto strategico.

## Bilancio e conclusioni
Nel corso dell'operazione N i rapporti giapponesi non denunciarono alcuna perdita; da parte olandese non sono state rinvenute testimonianze di eventuali perdite inflitte all'attaccante né, tantomeno, si hanno dati precisi sulle vittime del KNIL. Nelle settimane immediatamente successive la 24ª Forza speciale di presidio si occupò di inviare distaccamenti nelle località appena ripulite dalla presenza olandese, allo scopo di farne avamposti per basi d'appoggio, di idrovolanti, di chiatte motorizzate: sessantasette uomini a Fakfak, settantanove a Ternate, settantasei a Boela, ottantasei a Babo; ai suoi ordini ebbe inoltre il presidio di Manokwari (che incrementò a 207 effettivi), di Sarmi (circa settanta uomini), Sorong e Hollandia. Già durante il 1942 l'Esercito imperiale rilevò comunque alcune di queste posizioni. A luglio un reparto assunse la difesa di Hollandia e, a dicembre, unità appartenenti alla 5ª Divisione fanteria occuparono Sarmi e Sorong. Il 1943 vide una sempre più cospicua presenza dell'arma nella Nuova guinea ex-olandese, i cui luoghi sperduti divennero sempre più importanti per l'Impero giapponese: Manokwari, ad esempio, divenne il fulcro logistico per la penisola di Vogelkop e lì si installarono i quartier generali della 2ª Armata e di una delle unità dipendenti, la 35ª Divisione; nel territorio di Hollandia furono messe in funzione tre piste aree e la frastagliata baia del paese evolse in un cruciale nodo marittimo; il 25 dicembre 1943, infine, la 36ª Divisione fanteria iniziò a trasferirsi sull'isola di Biak (ignorata dal contrammiraglio Fujita e indifesa) allo scopo di dotarla di un aeroporto e irrobustire la resistenza agli Alleati che, sotto la guida del generale MacArthur, stavano risalendo la costa settentrionale della Nuova Guinea dopo aver catturato Salamaua e Lae e aver eliminato la presenza nipponica nella Nuova Guinea orientale.

### Esplicative
1. ↑  Tra le fonti disponibili, una ([8]) classifica queste tre navi come trasporti, ma una seconda ([10]) non li cita affatto.

### Di riferimento
1. ↑  Yenne 2014, pp. 17-19.
2. ↑  Millot 2002, pp. 83-89.
3. ↑  Millot 2002, pp. 90-105.
4. ↑  Millot 2002, pp. 157-159.
5. ↑  Yenne 2014, pp. 152-163; 196-252.
6. ↑  Yenne 2014, p. 299.
7. ↑  Millot 2002, pp. 146-147.
8. 1 2 3 4  (EN) Sumatra Invasion and South-West Area Naval Mopping-up Operations, su ibiblio.org. URL consultato il 30 gennaio 2020.
9. 1 2 3 4 5 6 7 8 9  (EN) The Fall of Dutch New Guinea, April 1942, su oocities.org. URL consultato il 30 gennaio 2020.
10. 1 2 3  (EN) IJN Tabular Record of Movement: Chitose, su combinedfleet.com. URL consultato il 30 gennaio 2020.
11. ↑  Yenne 2014, pp. 299-300.
12. ↑  (EN) Hyperwar: Handbook on Japanese Military Forces, su ibiblio.org. URL consultato il 3 febbraio 2020.
13. ↑  (EN) IJN Tabular Record of Movement: Arend/Patrol boat 108-Gō, su combinedfleet.com. URL consultato il 2 febbraio 2020.
14. 1 2  (EN) New Guinea Campagn (January 1942-September 1945), su historyofwar.org. URL consultato l'11 febbraio 2020.
15. 1 2  (EN) The last Dutch fortress in East Indies, su oocities.org. URL consultato l'11 marzo 2020.